# Domhnall Óg mac Cormaic
Domnhall Óg mac Cormaic (mort en 1391) membre de la dynastie Mac Carthy 19e prince de Desmond de 1359 à sa mort.

## Contexte
Domnall Óc mac Cormaic est le fils de Cormac mac Domnaill Óic Il accède au trône en 1359 après la mort de son père  Il meurt en 1391 « après avoir confessé ses pêchés », selon les mêmes Annales de Connacht 

## Union et postérité
Il épouse Joan fille unique de Maurice FitzGerald 2e comte de Desmond dont son fils et successeur:
- Tadhg na Mainistreach mac Domhnaill Óig

## Source
- (en) T.W Moody, F.X. Martin, F.J. Byrne, A New History of Ireland IX Maps, Genealogies, Lists. A companion to Irish History part II, Oxford, Oxford University Press, 2011 (ISBN 9780199593064)